# 哈姆韦德尔
哈姆韦德尔是德国石勒苏益格－荷尔斯泰因州的一个市镇。总面积9.67平方公里，总人口478人，其中男性243人，女性235人（2011年12月31日），人口密度49人/平方公里。